# Neuroscienze sociali
Le neuroscienze sociali rappresentano il campo di studi che si occupa del modo in cui il sistema nervoso è collegato all'evoluzione socioculturale e che indaga sulla comprensione dei meccanismi posti alla base del comportamento sociale. È la combinazione degli studi fatti sullo stato biologico e quelli sullo stato sociale, che dimostrano come il cervello e i processi sociali si influenzino a vicenda.

## Origini e sviluppo
L'incontro fra psicologia e neuroscienza, avvenuto negli ultimi anni del Novecento, punta a fornire una comprensione profonda della natura umana. 

Studiare la mente umana crea problemi di grande complessità ed esige l'unione di svariate abilità diverse anche dal campo medico. Tuttavia secondo alcuni studiosi (fra cui Eddie Harmon-Jones), è possibile comprendere il funzionamento di singole cellule che servirà a capire come i neuroni stabiliscono reti complesse che danno vita al pensiero e al comportamento. I circuiti neuronali devono gestire varie attività come la memoria, la coscienza, il linguaggio... 

L'unione con le scienze sociali chiarisce il ruolo dei rapporti sociali nell'attività cerebrale normale e patologica, così da poter approfondire temi relativi allo studio della psiche dell'uomo. 
Lo studio della natura umana e dei processi culturali e sociali connessi a essa è sempre stato annesso a materie di natura umanistica, motivo per cui manca la correlazione con l'aspetto biologico. Nell'ultimo ventennio la possibilità di misurare l'attività del cervello ha consentito di ideare strumenti per misurare i cambiamenti neurali correlati e dovuti a funzioni sempre più complesse.
Nel 2003 vennero messi a confronto i sistemi nervoso endocrino e immunitario con i processi psicologici e socioculturali, rilevando come i meccanismi cerebrali e quelli sociali si influenzino a vicenda. 

## Struttura
Le neuroscienze sociali comprendono come le persone si esprimono nella realtà esterna vista dagli altri. I neuroscienziati sociali concentrano il loro studio sui meccanismi neurali che danno vita alle sensazioni e agli stati mentali dell'uomo. 
Il campo delle neuroscienze sociali si dirama in tre livelli di analisi:
- neurale: considera i sistemi cerebrali alla base dei processi cognitivi;
- cognitivo: si occupa dei processi che elaborano le informazioni che portano ai fenomeni sociali;
- sociale: comprende svariati fattori, anche motivazionali, che fanno parte dei processi di giudizio, percezione e comportamento.

### Metodi di studio e analisi
Le neuroscienze sociali si basano sul rapporto fra l'individuo e gli altri, motivo per cui vanno analizzate le interazioni sociali che presentano tre aspetti importanti:
- L'interazione fra due persone implica che esse possano assumere ruoli differenti (interlocutore o osservatore), motivo per cui analizzando i processi neurali del singolo individuo, non è possibile prevedere la reazione di tutti gli individui in una determinata situazione basandosi solo sull'analisi del singolo.
- Quando due o più persone interagiscono tra loro si possono creare interessi comuni che sono diversi da quelli derivati dalla semplice osservazione esterna svolta da terzi. L'interesse comune e l'operosità delle reti neurali formano la base della conoscenza sociale.
- L'intenzione sociale implica storicità: con questo vengono indicati i fenomeni sociali che possono essere compresi a livello psicologico sia che neurale ma solo considerando il passato e le possibilità di sviluppo.

#### Metodo di analisi individuale: osservatore
Le neuroscienze sociali hanno studiato il comportamento e l'attività cerebrale di singoli individui in isolamento, ossia senza una vera e propria interazione con un'altra persona pur essendo in un contesto sociale. Molti studi hanno visto come un unico soggetto si immedesimi in diverse situazioni di stampo sociale, e si distinguono due differenti approcci alla comprensione dei meccanismi che formano la base dei processi sociali. 

Il primo approccio è nato dalle varie osservazioni effettuate sugli individui, arrivando alla conclusione che la condizione sociale sia un percorso che l'individuo attua internamente: egli idealizza i pensieri delle altre persone e li mescola con i propri. L'ipotesi alla base dell'approccio è che ciò che permette all'uomo di interagire con le altre persone possa essere compreso solo studiando le reazioni interne dell'individuo stesso.
I ricercatori che hanno utilizzato questo metodo teorico sono giunti alla conclusione che, per effettuare un'analisi più completa, è necessario l'utilizzo di più stimoli sociali da osservare e considerare. 

Il secondo approccio si basa sulla teoria del cervello isolato. Ma è stata criticata perché si basa solo sull'indagine individuale dell'osservatore e non considera situazioni in contesti reali e dinamici dove gli individui si influenzano a vicenda. La critica si basa sul fatto che le situazioni sono l'una differente dall'altra: in una l'individuo può essere attivo, in un'altra un semplice osservatore. 

Questo secondo approccio viene chiamato interattivo o di azione congiunta, studia le menti in relazione tra loro, sia tra processi intra-personali, sia considerando quelli nati dall'interazione.

#### Metodi di studio del cervello in relazione ai vari stimoli
Numerosi sono i metodi usati nelle neuroscienze sociali per indagare il legame fra i processi neurali e sociali: molti di essi attingono da tecniche comportamentali sviluppate nella psicologia sociale, in quella cognitiva e nella neuropsicologia. I metodi neurobiologici possono essere raggruppati in:
- metodo che misura maggiormente le risposte corporee esterne
- metodo elettrofisiologico
- metodo emodinamico

Le tecniche neurobiologiche sono:
- risonanza magnetica funzionale (fMRI)
- magnetoencefalografia (MEG)
- tomografia a emissione di positroni (PET)
- elettromiografia (EMG)
- stimolazione magnetica transcranica (TMS)
- elettroencefalografia (EEG)
- potenziali relativi agli eventi (ERPs)
- risposta cutanea galvanica (GRS)

I due metodi più utilizzati nelle neuroscienze sociali sono fMRI ed EEG.
1. La fMRI ha un'elevata risoluzione spaziale e costi molto elevati, ma presenta una bassa risoluzione temporale ed è principalmente usata per scoprire le reazioni del cervello durante gli esperimenti sociali. La bassa risoluzione temporale è dovuta ai livelli di ossigenazione del sangue che si accumulano nelle aree cerebrali attivate e che necessitano di più ossigeno.
2. La EEG viene usata principalmente per costruire la mappa cerebrale di una determinata area che si collega al costrutto sociale analizzato. Essa ha un'elevata risoluzione temporale ma bassa risoluzione spaziale; nonostante questo il tempo d'attivazione è molto accurato anche se difficilmente si localizzano esattamente le aree del cervello poiché si viene a creare una sorta di 'rumore'.

## Esperimenti
Nel 2001, Kevin Ochsner della Columbia University e Matthew Lieberman della University of California di Los Angeles indicarono alcuni campi di ricerca da cui trarre profitto per questo rapporto fra le discipline: le conoscenze relative ai vari comportamenti possono essere utilizzate ampliandole con il metodo delle neuroimmagini, conoscendo cioè quali sono le regioni cerebrali coinvolte nella componente affettiva, valutativa o comportamentale. I risultati si possono ottenere negli ambiti della percezione delle persone, della conoscenza di sé, dell'interazione tra emozione e cognizione. Per i due studiosi bisogna innanzitutto individuare i correlati cerebrali dei fenomeni sociali; solo in seguito si possono proporre ipotesi, teorie o tesi. 
Va considerato se utilizzando degli stimoli apparentemente non connessi, essi attivino le stesse aree neurali o scaturiscano una relazione fra differenti aree, regolate dall'amigdala. Essa è una struttura sottocorticale coinvolta in vari processi, ma più precisamente quelli che gestiscono le emozioni e in particolar modo la paura. 
Per questo tipo di studi, i pazienti con danni all'amigdala sono di vitale importanza per avere delle risposte concrete sugli stimoli sociali ed emozionali, poiché esse risultano differenti da quelle di un individuo sano.

### Esperimento Hart
Nel 2000, Stephen David Hart e i suoi collaboratori rilevarono l'attività svolta dall'amigdala usando la risonanza magnetica funzionale (fMRI) e gli studi di Hart sulla teoria dell'identità sociale e quindi sul concetto di outgroup e ingroup

#### Svolgimento
L'esperimento venne diviso in due parti: nella prima venivano presentati a candidati 30 volti di persone dell'ingroup, di entrambi i sessi con espressione neutra; nella seconda parte venivano presentati lo stesso numero di volti ma di membri dell'outgroup. 

I candidati dovevano indicare per ogni volto se fosse uomo o donna. L'attività dell'amigdala era rilevata nella prima parte e nella seconda parte: durante la prima essa non differenziava il colore della carnagione, mentre nella seconda era più stimolata dai candidati dell'outgroup che da quelli dell'ingroup. Questa differenza è stata interpretata come assuefazione ai volti dell'ingroup. Il risultato è compatibile con gli studi che indicano come l'organo si attivi più per i volti non familiari, rispetto a quelli familiari. La spiegazione possibile è che la familiarizzazione sia più rapida quando si analizzano esemplari dell'ingroup. 
Altri studi successivi analizzarono l'affinità fra l'attività dell'amigdala e misure dirette e indirette della valutazione dei gruppi razziali.

### Esperimenti Phelps

#### Primo esperimento
Nel 2000, Elizabeth A.Phelps con i suoi collaboratori della New York University invece aveva due obbiettivi: il primo di rilevare gli stimoli neurali scaturiti dalle valutazioni razziali e il secondo di rilevare la relazione fra attività cerebrale e valutazioni consapevoli o non. 

Ai partecipanti di genere maschile e femminile di razza bianca, venivano mostrati (in dodici presentazioni successive di sei stimoli), nove volti di colore e nove volti bianchi, con espressione neutra: i partecipanti dovevano indicare se il volto fosse il medesimo o no rispetto a quello presentato in precedenza. I partecipanti erano controllati da due strumenti impliciti: l'IAT (Implicit Association Test) e l'eyeblink startle (l'ammiccamento nella risposta di allarme).

Il metodo di misurazione diretto era la scala di razzismo odierna (McConahay, 1986) che rileva un elevato accanimento contro le persone di colore americane.
Fu trovata, inoltre, una correlazione particolarmente significativa dell'attività dell'amigdala con le misure implicite. 

Gli autori dimostrarono come l'amigdala si attivi maggiormente quando gli stimoli sono individui dell'outgroup.

#### Secondo esperimento
Il secondo esperimento di Phelps era simile al primo, ma gli stimoli proposti ai candidati erano volti di americani famosi, di colore o bianchi.

L'obbiettivo era dimostrare che l'attività maggiore dell'amigdala alla presentazione di volti di colore non familiari derivasse dai pregiudizi negativi culturalmente acquisiti. 

Nel caso dell'eyeblink startle non si rilevarono effetti nell'ingroup, ma utilizzando l'IAT i risultati dell'ingroup furono meno accentuati di quelli rilevati nel primo esperimento. 

L'attività dell'amigdala, infine non è diversa per i candidati di ingroup ed outgroup, per cui il grado di attivazione non dipende dai pregiudizi acquisiti nel corso della loro vita. 

Phelps e i suoi collaboratori dimostrarono che l'attività dell'amigdala è differente in presenza di membri non familiari dell'ingroup (americani bianchi) o membri non familiari dell'outgroup (americani di colore): infatti per i volti di persone famose appartenenti a outgroup o ingroup, l'attività dell'amigdala non ha intensità diversa. 

L'amigdala quindi non sembra connessa alle valutazioni consapevoli ma più all'apprendimento emozionale, ossia le emozioni che influenzano le scelte e le azioni di un individuo.

#### Terzo esperimento
Per il terzo esperimento Phelps esaminò, con l'aiuto di un gruppo di controllo, un paziente con una lesione bilaterale dell'amigdala. Se l'amigdala avesse svolto un ruolo critico o dannoso nella produzione delle risposte implicite, avrebbe dovuto esserci differenza fra le affermazioni dei partecipanti del gruppo di controllo e quelle del paziente con l'amigdala lesionata. 
La procedura era identica a quella del primo esperimento: come nello studio precedente non furono rilevate differenze tra i partecipanti, se non per le risposte all'IAT (Implicit Association Test) della persona con le lesioni. Esse, infatti, erano più lente.
La conclusione di questo studio tende ad escludere il fatto che l'amigdala abbia un effetto concreto sulle valutazioni implicite dei soggetti ingroup e outgroup.

### Esperimenti Ito e Urland

#### Primo esperimento
Studiando la categorizzazione di stimoli sociali, a livello sia esplicito che non, con strumenti potenziati, si è scoperto che è possibile studiare le funzioni corticali superiori così da comprendere più a fondo il processo di categorizzazione di eventi sociali. 

In un primo studio condotto da Ito e Urland nel 2003 venne utilizzato l'ERP per stabilire il grado in cui vengono codificate automaticamente le informazioni sulle categorie sociali. 

La categorizzazione è un processo fondamentale che permette all'individuo di dare ordine al proprio mondo. I ricercatori durante il processo si chiesero se l'attivazione di queste categorie relative alla razza e genere fosse automatica. 
L'esperimento fu diviso in due fasi, considerando come stimoli individui che variano per razza e genere, maschile o femminile.

Components of ERP

La prima riguardava i processi relativi all'attenzione molto precoce, analizzata tremite il potenziale evento-correlato composto dai parametri N100/P200/N200, la cui ampiezza aumenta con il crescere dell'attenzione prestata una determinata caratteristica dello stimolo. 

Durante la seconda fase, invece, venne considerata la componente P200, che è associata ai processi della memoria di lavoro che intervengono in uno stadio successivo rispetto ai processi rilevati della classe precedente di potenziali.

Nella prima delle due fasi, si presentavano ai partecipanti sequenze di cinque foto a colori di persone che variavano lungo due dimensioni, genere e razza: ogni sequenza conteneva uno stimolo che poteva essere differente dagli altri e i partecipanti dovevano descrivere ciò che vedevano. Gli effetti della razza, con una maggior attenzione ai target delle persone di colore, erano i primi ad emergere; tali effetti sono stati rilevati nella N100 mentre quelli relativi al genere nella P200. 

La seconda fase differiva dalla prima per il fatto che le fotografie erano convertite in bianco e nero seppur equivalenti per luminosità e contrasto. I risultati relativi alle componenti attenzionali precoci hanno sostanzialmente replicato quelli della prima fase. Anche i risultati relativi alla componente P300 erano simili a quelli ottenuti nel primo esperimento; in questo studio l'effetto della razza non è risultato diverso da quello del genere. Questo studio apre la strada a una comprensione più profonda del processo di categorizzazione che analizza pregiudizi e stereotipi.

#### Secondo esperimento
In questo caso l'attenzione era rivolta ai processi di categorizzazione espliciti. Di solito le metodologie utilizzate per studiare le risposte implicite si basano su metodi in grado di attivare costrutti di memoria al di fuori della consapevolezza del partecipante e sono stati analizzati gli effetti sulle risposte successive. Questa procedura presenta alcuni limiti: gli effetti delle prime risposte possono non persistere sino alle successive, poiché altri fattori possono intervenire prima o durante la produzione delle risposte. 

L'obiettivo della ricerca era di studiare i processi di categorizzazione valutativi e non valutativi attivati alla presentazione di stimoli socialmente rilevanti.
Come stimoli vennero utilizzate 64 immagini, che variavano lungo due dimensioni: valutativa (stimoli negativi o positivi) e non valutativa (persone o non-persone). I partecipanti, 23 studenti, dovevano indicare, per ognuno degli stimoli presentati, se si trattasse di stimoli positivi o negativi, nella condizione valutativa, e di persone o non-persone, nella condizione non valutativa. 

Vennero presentati blocchi composti da una serie di sei stimoli alla volta; in ogni blocco vi era uno stimolo target (stimolo rilevante), presentato nella serie in diverse posizioni. Durante l'esperimento veniva rilevata l'attività elettroencefalografica dei partecipanti basata sul potenziale LPP (late positive potential): un valido strumento per la rilevazione dei processi di categorizzazione impliciti.

Ricerche precedenti avevano infatti dimostrato come il potenziale LPP fosse sensibile ai target incongruenti in un determinato contesto, cioè target che variano all'interno del contesto di presentazione: in questo caso, lo stimolo target. 

Un primo risultato indicò due effetti principali che agivano in maniera congiunta: 
- l'effetto della categoria del target: basato sugli stimoli non valutativi, presentò LPP maggiori in presenza di persone rispetto a non-persone.
- l'effetto della valenza del target: basato sugli stimoli valutativi, presentò LPP più ampi per gli stimoli negativi rispetto a stimoli positivi.

Un secondo risultato furono i cambiamenti secondo gli stimoli non valutativi (persone e non-persone), con LPP maggiori per gli item (stimoli) incongruenti nel contesto di presentazione, ovvero quelli che differivano dagli altri nella serie. Inoltre, fu rilevato un bias sempre a favore dell'item persone. 

Questi effetti della dimensione valutativa sono stati riscontrati su entrambi i livelli. Questo studio analogamente al precedente indica che certe informazioni rilevanti possono essere elaborate in maniera automatica e ricevere un'attenzione preferenziale rispetto ad altre informazioni, considerate meno rilevanti.